# Aphaenogaster beesoni
Aphaenogaster beesoni é uma espécie de inseto do gênero Aphaenogaster, pertencente à família Formicidae.